# ʻUtulau
ʻUtulau – wieś na Tonga; na wyspie Tongatapu.